# أنقذني
أنقذني ((هانغل: 구해줘)) مسلسل تلفزيوني كوري جنوبي. من بطولة أوك تايك يون وسيو يي-جي وجو سونغ ها. عرض يوم 5 آب 2017 على قناة OCN الكورية.

## القصة
فتاة محاطة بأشخاص مريبين وتهمس بهدوء، «أنقذني!» في زقاق حي مظلم، وأشخاص من العاطلين عن العمل يسمعونها ويقومون لإنقاذها فيكتشفون أنها محاصرة في نوع من الطائفية الدينية الزائفة ويحاولون مساعدتها، ولكن ما يترتب على ذلك هو سلسلة من الأحداث المروعة المليئة بالتوتر التي تجعلنا نتساءل أكثر عن علم النفس البشري.

## الممثلون
أوك تايك يون
سيو يي جي
جو سونغ ها
وو دو هوان

## روابط خارجية
- أنقذني على موقع IMDb (الإنجليزية)
- أنقذني على موقع روتن توميتوز (الإنجليزية)
- أنقذني على موقع نتفليكس (الإنجليزية)
- أنقذني على موقع كينوبويسك (الروسية)
- أنقذني على موقع قاعدة بيانات الفيلم (الإنجليزية)